# Khanang Kirataka
Khanang Kirataka était un Négrito de la tribu des Maniq. Orphelin, il fut adopté par le roi Rama V et devint page à la cour. C'est Rama VI qui lui donna son nom de Kirataka. 
Khanang Kirataka inspira à Rama V la pièce Ngo Pa (en) qu'il rédigea à la résidence Wimanmek alors qu'il était atteint de la malaria, œuvre connue pour son utilisation novatrice de l'ethnographie dans sa conceptualisation du contexte de l'histoire, ainsi que pour ses vers klon (en) simples mais captivants, et qui a été couramment incluse dans les listes de lecture des élèves du secondaire en Thaïlande,.

## Galerie

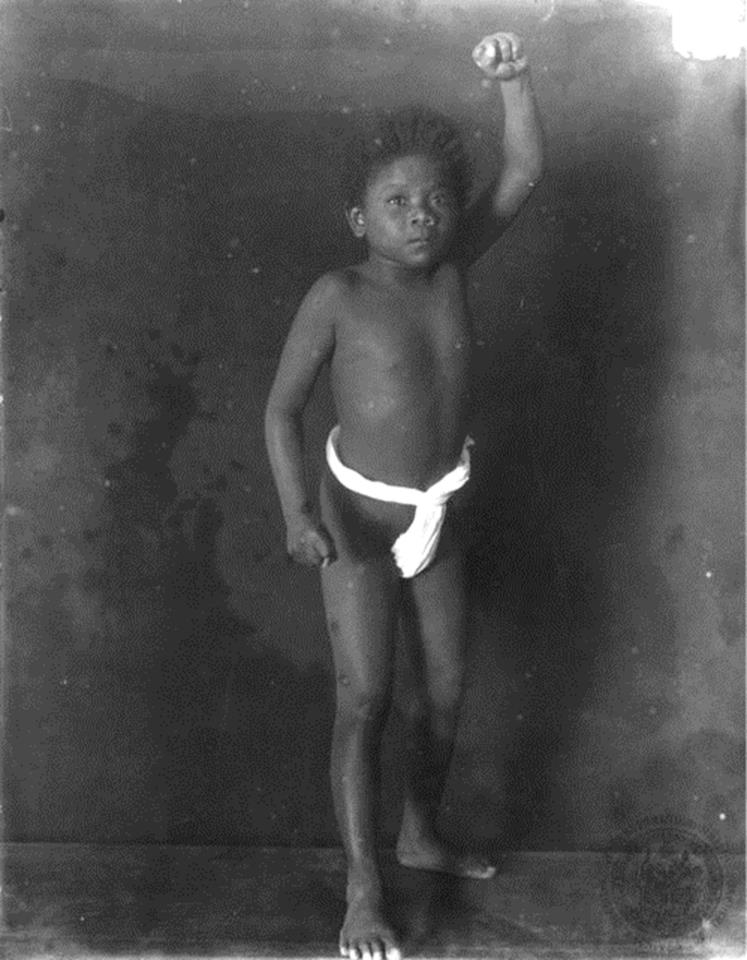

## Source
- Montri Thipsak, Le “bon sauvage” de Rama V (traduction de  Duang Dao), in Le Paris Phuket n°44 septembre 2015.